# Greatest Hits (album của Dido)
Greatest Hits là album tổng hợp thứ ba của nữ ca sĩ kiêm nhạc sĩ người Anh, Dido. Album tập hợp tất cả những đĩa đơn từ album đầu tay No Angel (1999) cho đến album Girl Who Got Away (2013). Album gồm hai đĩa được phát hành ngày 22 tháng 11 năm 2013 và có bao gồm một bản nhạc mới "NYC", cũng như tập hợp các bản phối lại và các đĩa đơn hợp tác. Danh sách bài hát được xác nhận vào ngày 9 tháng 10 năm 2013.

## Danh sách bài hát
| Greatest Hits - Phiên bản thường | Greatest Hits - Phiên bản thường                                                | Greatest Hits - Phiên bản thường                                       | Greatest Hits - Phiên bản thường | Greatest Hits - Phiên bản thường |
| STT                              | Nhan đề                                                                         | Sáng tác                                                               | Nhà sản xuất                     | Thời lượng                       |
| -------------------------------- | ------------------------------------------------------------------------------- | ---------------------------------------------------------------------- | -------------------------------- | -------------------------------- |
| 1.                               | "Here with Me"                                                                  | Dido Armstrong, Paul Statham, Pascal Gabriel                           | Dido, Rick Nowels*               | 4:16                             |
| 2.                               | "Thank You"                                                                     | D. Armstrong, P. Herman                                                | Rollo, Dido                      | 3:37                             |
| 3.                               | "Hunter"                                                                        | D. Armstrong, Rollo Armstrong                                          | Dido, R. Nowels                  | 3:57                             |
| 4.                               | "White Flag"                                                                    | D. Armstrong, R. Armstrong, Rick Nowels                                | Dido, R. Nowels                  | 4:01                             |
| 5.                               | "Life for Rent"                                                                 | D. Armstrong, R. Armstrong                                             | Rollo, Dido                      | 3:42                             |
| 6.                               | "Don't Leave Home"                                                              | D. Armstrong, R. Armstrong                                             | Rollo, Dido                      | 3:48                             |
| 7.                               | "Sand in My Shoes"                                                              | D. Armstrong, R. Nowels                                                | Dido, R. Nowels                  | 5:00                             |
| 8.                               | "Don't Believe in Love"                                                         | D. Armstrong, R. Armstrong, Jon Brion                                  | Rollo, Dido, Jon Brion           | 3:54                             |
| 9.                               | "Quiet Times"                                                                   | D. Armstrong                                                           | Rollo, Dido                      | 3:18                             |
| 10.                              | "Grafton Street"                                                                | D. Armstrong, R. Armstrong, Brian Eno                                  | Rollo, Dido                      | 5:56                             |
| 11.                              | "Everything to Lose"                                                            | D. Armstrong, R. Armstrong, Ayalah Bentovim                            | Rollo, Dido, Sister Bliss        | 4:33                             |
| 12.                              | "Let Us Move On" (hợp tác cùng Kendrick Lamar)                                  | D. Armstrong, R. Armstrong, Jeff Bhasker, Kendrick Lamar, Pat Reynolds | Rollo, Dido                      | 4:11                             |
| 13.                              | "No Freedom"                                                                    | D. Armstrong, R. Nowels                                                | Rollo, Dido, R. Nowels           | 3:17                             |
| 14.                              | "End of Night"                                                                  | D. Armstrong, Greg Kurstin                                             | Kurstin                          | 3:59                             |
| 15.                              | "One Step Too Far" (bản chỉnh sửa của đài phát thanh) (Faithless hát cùng Dido) | D. Armstrong, R. Armstrong, A. Bentovim, Maxi Jazz                     | Rollo, Dido, Sister Bliss        | 3:26                             |
| 16.                              | "Stan" (Eminem hợp tác cùng Dido)                                               | D. Armstrong, P. Herman, Marshall Mathers                              | The 45 King, Eminem              | 6:45                             |
| 17.                              | "If I Rise" (hợp tác cùng A.R. Rahman)                                          | D. Armstrong, R. Armstrong, A.R. Rahman                                | Rollo, Dido, A.R. Rahman         | 4:39                             |
| 18.                              | "NYC"                                                                           | D. Armstrong, Kurstin, R. Armstrong, Daisy Armstrong                   |                                  | 4:01                             |
| Tổng thời lượng:                 | Tổng thời lượng:                                                                | Tổng thời lượng:                                                       | Tổng thời lượng:                 | 1:16:21                          |

| Greatest Hits - Đĩa bổ sung của phiên bản đặc biệt | Greatest Hits - Đĩa bổ sung của phiên bản đặc biệt                                | Greatest Hits - Đĩa bổ sung của phiên bản đặc biệt |
| STT                                                | Nhan đề                                                                           | Thời lượng                                         |
| -------------------------------------------------- | --------------------------------------------------------------------------------- | -------------------------------------------------- |
| 1.                                                 | "Here with Me" (Bản phối của Chillin' With The Family)                            | 5:16                                               |
| 2.                                                 | "Thank You" (Bản chỉnh sửa của đài phát thanh Deep Dish)                          | 4:11                                               |
| 3.                                                 | "Hunter" (Bản phối lại của M J Cole)                                              | 6:08                                               |
| 4.                                                 | "White Flag" (Bản phối lại của Timbaland)                                         | 3:30                                               |
| 5.                                                 | "Life for Rent" (Bản phối của Skinny 4 Rent)                                      | 4:55                                               |
| 6.                                                 | "Sand in My Shoes" (Bản chỉnh sửa của đài phát thanh Above & Beyond)              | 3:21                                               |
| 7.                                                 | "Don't Leave Home" (Bản phối của đài phát thanh Gabriel & Dresden)                | 4:14                                               |
| 8.                                                 | "Don't Believe in Love" (Bản phối của đài phát thanh Dennis Ferrer's Objektivity) | 4:32                                               |
| 9.                                                 | "No Freedom" (Bản phối của DJ Cobra)                                              | 6:20                                               |
| 10.                                                | "End of Night" (Bản phối lại của Cedric Gervais)                                  | 5:53                                               |
| 11.                                                | "Go Dreaming" (Bản phối lại của Mantronix)                                        | 4:31                                               |
| 12.                                                | "Blackbird" (Bản phối lại của Moguai)                                             | 6:46                                               |
| 13.                                                | "Northern Skies" (Bản phối lại của Rollo)                                         | 5:53                                               |
| Tổng thời lượng:                                   | Tổng thời lượng:                                                                  | 2:21:51                                            |

## Diễn biến trên các bảng xếp hạng

### Các bảng xếp hạng hàng tuần
| Các bảng xếp hạng (2013)                     | Thứ hạng cao nhất |
| -------------------------------------------- | ----------------- |
| Australian ARIA Albums Chart                 | 96                |
| Album Bỉ (Ultratop Vlaanderen)               | 81                |
| Album Bỉ (Ultratop Wallonie)                 | 61                |
| China Albums Chart Sino Chart                | 18                |
| Croatian International Albums Chart          | 11                |
| Album Ireland (IRMA)                         | 41                |
| South Korea (Gaon International Album Chart) | 31                |
| Album Tây Ban Nha (PROMUSICAE)               | 85                |
| Album Thụy Sĩ (Schweizer Hitparade)          | 57                |
| Taiwan International Albums Chart (G-Music)  | 7                 |
| Album Anh Quốc (OCC)                         | 27                |

## Lịch sử phát hành
| Khu vực | Ngày                 | Dạng                    | Hãng đĩa |
| ------- | -------------------- | ----------------------- | -------- |
| Ireland | 22 tháng 11 năm 2013 | Bản thường, bản bổ sung | RCA      |
| Anh     | 25 tháng 11 năm 2013 | Bản thường, bản bổ sung | RCA      |